# 산리쿠 해역 북부 지진

일본 해구 해역의 지진 구분도.

산리쿠 해역 북부 지진(일본어: 三陸沖北部地震, さんりくおきほくぶじしん)은 일본 해구를 진원으로 하는 지진 중 이와테현 미야코시 타로우초 해역에서 북쪽 쿠릴-캄차카 해구로 이어지는 해역 사이에 일어나는 지진을 의미한다. 이 지진은 과거에 도카치 해역 지진 및 하치노헤 해역 지진으로 이름붙여졌던 지진들을 포함한다. 평균 지진 규모는 M8.0 급으로 추정되며, 1677년, 1763년, 1856년, 1968년 등 17세기 이후 총 4번 일어났다. 이 외에도 산리쿠 해역 북부에선 M7.1-7.6 규모의 지진이 여러 장소에서 일어나고 있다.
일본 해구에선 북아메리카판 아래로 태평양판이 침강하고 있다. 산리쿠 북부 지진은 판이 침강하면서 일어나는 해구형지진 중 하나이다. 일본 지진조사연구위원회에선 일본 해구 해역을 '산리쿠 해역 북부', '산리쿠 해역 중부', '미야기현 해역', '산리쿠 해역 남부 해구 축선 부근', '후쿠시마현 해역', '이바라키현 해역', '보소 해역', '산리쿠 해역 북부에서 보소 해역 연안 해구 지역'으로 구분하고 있으며 각 지역에 대한 지진 예측 평가를 하고 있다.
1968년, 1989년, 1994년 일어난 지진(산리쿠 먼바다 지진 포함)으로 파괴된 영역을 조사한 결과 각각 A, B, C 3개의 돌기(애스패리티)가 있어 1968년 지진에선 A, B, C 3개 전부, 1989년 지진에선 C 1개, 1994년 지진에선 B 1개만 파괴되었다는 결론을 얻었다.

## 주요 지진

### 목록
1968년 일어난 지진은 '도카치 해역 지진'으로 이름붙여졌으나 진원역은 도카치 해역에서 떨어진 아오모리현 동쪽 해역(산리쿠 해역 북부)에 있다. 또한 1677년, 1763년, 1856년에 일어난 하치노헤 해역 지진도 이와 같이 산리쿠 해역 북부 지진인 것으로 추정된다. 이하는 주요 산리쿠 해역 지진의 목록이다.
| 발생 일자       | 규모 | 비고                                                                         |
| --------------- | ---- | ---------------------------------------------------------------------------- |
| 1677년 3월 12일 | M8.0 | 엔포 하치노헤 해역 지진으로 불린다.                                          |
| 1763년 1월 29일 | M7.4 | 타카라레키 하치노헤 해역 지진으로 불린다.                                    |
| 1856년 7월 23일 | M7.5 | 안세이 하치노헤 해역 지진으로 불린다.                                        |
| 1968년 5월 16일 | M7.9 | 1968년 산리쿠 해역 북부 지진. 도카치 해역 지진으로도 불린다.                 |
| 1968년 5월 16일 | M7.5 | 1968년 아오모리현 동부 해역 지진. 위의 산리쿠 해역 북부 지진의 최대여진이다. |

### 엔포 하치노헤 해역 지진
엔포 하치노헤 해역 지진(일본어: 延宝八戸沖地震)은 1677년 3월 12일에 하치노헤 해역에서 발생한 지진이다. 릭터 규모는 M7.4 - 7.9. 최대 진도는 진도5. 최대 해일 높이(해일 규모)는 6.0m. 산리쿠 해역 북부 고유지진이며 엔포 내륙지진과 연동되었다. 5개월 후 이와키-보소 해역을 진원으로 한 지진이 일어났다.

### 호레키 하치노헤 해역 지진
호레키 하치노헤 해역 지진(일본어: 宝暦八戸沖地震)은 1763년 1월 29일에 하치노헤 해역에서 발생한 지진이다. 릭터 규모는 M7.4 - 7.9. 최대 진도는 진도5. 최대 해일 높이(해일 규모)는 4.0 - 5.0m. 산리쿠 해역 북부의 고유지진이다.

### 안세이 하치노헤 해역 지진
안세이 하치노헤 해역 지진(일본어: 安政八戸沖地震)은 1856년 8월 23일에 하치노헤 해역에서 발생한 지진이다. 릭터 규모는 M7.5 - 7.7. 최대 진도는 진도5. 최대 해일 높이(해일 규모)는 5 - 7m. 사망자 38명. 산리쿠 해역 북부의 고유지진이다.

## 기타 지진

### 목록
이하 목록의 지진은 산리쿠 해역 북부가 진원지이나 주기를 가지고 일어나지 않는, 고유지진이 아닌 지진들이다. 산리쿠 해역 북부 남쪽 절반을 포함한 북위 39-40도, 동경 143-144도 지역에선 종종 규모 M6-7대의 지진이 활발하게 일어나 지진해일을 몰고 온다.
| 발생 일자        | 규모     | 비고                         |
| ---------------- | -------- | ---------------------------- |
| 1901년 8월 10일  | M7.4     | 1901년 산리쿠 해역 북부 지진 |
| 1928년 5월 27일  | M7.1-7.6 | 1928년 산리쿠 해역 북부 지진 |
| 1931년 3월 9일   | M7.2     | 1931년 산리쿠 해역 북부 지진 |
| 1935년 10월 18일 | M7.3     | 1935년 산리쿠 해역 북부 지진 |
| 1943년 6월 13일  | M7.3-7.5 | 1943년 산리쿠 해역 북부 지진 |
| 1945년 2월 10일  | M7.1     | 1945년 산리쿠 해역 북부 지진 |
| 1960년 3월 21일  | M7.5     | 1960년 산리쿠 해역 북부 지진 |
| 1989년 11월 2일  | M7.1     | 1989년 산리쿠 해역 북부 지진 |
| 1994년 12월 28일 | M7.6     | 1994년 산리쿠 먼바다 지진.   |
| 2011년 3월 11일  | M7.4     | 2011년 산리쿠 해역 북부 지진 |

### 1901년 산리쿠 해역 북부 지진
1901년 8월 9일에 산리쿠 해역 북부에서 M7.2의 지진 발생 다음날(8월 10일)에 M7.4의 지진이 발생했다. 이 두 지진은 사상자 18명을 냈다. 1902년 1월 30일에는 아오모리현 동부에서 M 7.0의 지진으로 1명이 사망했다. 1902년의 지진은 1901년 지진의 여진으로 간주되고 있다.

### 1928년 산리쿠 해역 북부 지진
1928년의 산리쿠 해역 북부 지진은 1928년 5월 27일에 발생한 M7.0의 지진이다.

### 1931년 산리쿠 해역 북부 지진
1931년의 산리쿠 해역 북부 지진은 1931년 3월 9일에 발생한 M7.2의 지진이다.

### 1935년 산리쿠 해역 북부 지진
1935년 산리쿠 해역 북부 지진은 1935년 10월 18일에 발생한 M7.3의 지진이다.

### 1943년 산리쿠 해역 북부 지진
1943년 산리쿠 해역 북부 지진은 1935년 6월 13일에 발생한 M7.3-7.5의 지진이다.

### 1945년 산리쿠 해역 북부 지진
1945년 산리쿠 해역 북부 지진은 1945년 2월 10일에 발생한 M7.1의 지진이다. 아오모리 하치노헤시에서 최대 진도5를 관찰했다. 이 지진으로 2명이 사망했다.

### 1960년 산리쿠 해역 북부 지진
1960년 산리쿠 해역 북부 지진은 1960년 3월 21일에 발생한 M7.5의 지진이다.

### 1989년 산리쿠 해역 북부 지진
1989년 산리쿠 해역 북부 지진은 1960년 11월 2일에 발생한 M7.1의 지진이다.

## 같이 보기
- 산리쿠 해역 지진
- 도카치 해역 지진